# Hieronim Kupczyk

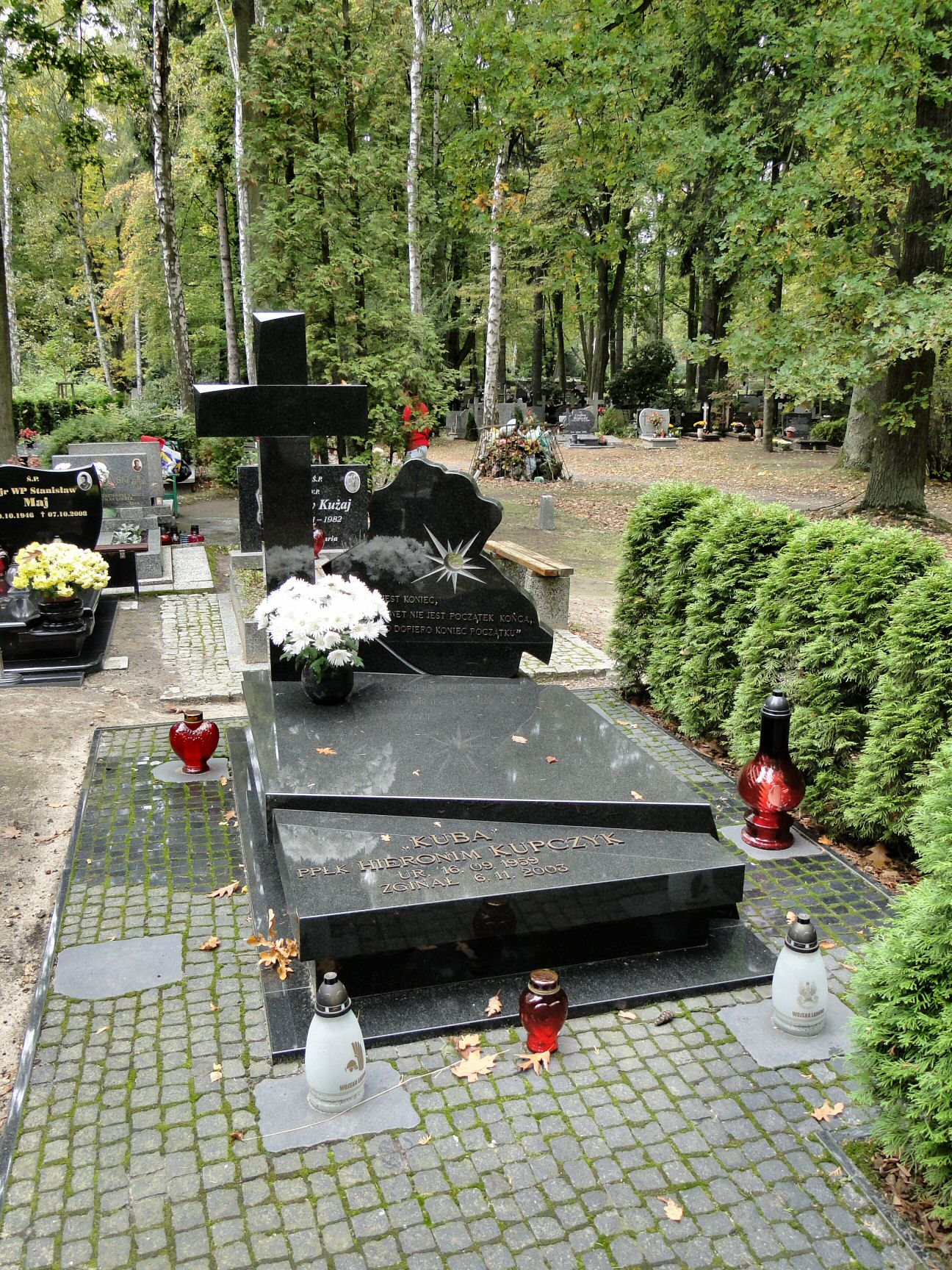
Grób mjr Hieronima Kupczyka na cmentarzu Centralnym w Szczecinie

Hieronim Kupczyk (ur. 16 września 1959 w Ostrowie Wielkopolskim, zm. 6 listopada 2003 w Iraku) – major Wojska Polskiego, pośmiertnie awansowany na stopień podpułkownika.

## Życiorys
W latach 1978–1982 był słuchaczem Wyższej Szkoły Oficerskiej Wojsk Pancernych w Poznaniu. Po ukończeniu szkoły pełnił służbę w 12 Dywizji Zmechanizowanej na stanowiskach dowódcy plutonu, kompanii i batalionu czołgów, a ostatnio pełnomocnika dowódcy 12 Brygady Zmechanizowanej do spraw ochrony informacji niejawnych. W kwietniu 2003 wyjechał wraz z 12 Dywizją Zmechanizowaną z I zmianą Polskiego Kontyngentu Wojskowego w Iraku.
6 listopada 2003 roku jako pierwszy Polak został śmiertelnie postrzelony w czasie powrotu z uroczystości promowania nowo wcielonych żołnierzy irackich Korpusu Obrony Cywilnej. Konwój został zaatakowany w odległości ok. 30 km od bazy Dogwood przez nieznanych sprawców. Po przewiezieniu do szpitala i wielu próbach reanimowania, zmarł. Pozostawił żonę i córkę. Został pochowany na cmentarzu Centralnym w Szczecinie (kwatera 8 B). Pośmiertnie został awansowany do stopnia podpułkownika. Jego imieniem została nazwana jedna z ulic w Szczecinie (dzielnica Głębokie).

## Ordery i odznaczenia
- Krzyż Kawalerski Orderu Odrodzenia Polski (10 listopada 2003, pośmiertnie)[1]
- Srebrny Medal „Siły Zbrojne w Służbie Ojczyzny”
- Brązowy Medal „Siły Zbrojne w Służbie Ojczyzny”
- Srebrny Medal „Za Zasługi dla Obronności Kraju”
- Brązowy Medal "Za Zasługi dla Obronności Kraju"
- Medal „Milito Pro Christo” (9 stycznia 2005, pośmiertnie)[2]